# جون إتش. ويلر
جون إتش. ويلر هو دبلوماسي ومحامي وسياسي أمريكي، ولد في 1806، وتوفي في 1882. نشط حزبياً في الحزب الديمقراطي. وقد انتخب عضو مجلس نواب كارولينا الشمالية ‏.